# Somewhere in Time
Somewhere in Time (englisch für „Irgendwo in der Zeit“) ist das sechste Studioalbum der britischen Heavy-Metal-Band Iron Maiden und ihr erstes, auf dem Gitarren- und Bass-Synthesizer verwendet wurden.

## Entstehung
Während zuvor jedes Jahr ein neues Studioalbum veröffentlicht wurde, erschien 1985 das Livealbum Live After Death. Für Somewhere in Time ließen sich Iron Maiden, auf dem Höhepunkt ihres Erfolges, zwei Jahre Zeit. Die Aufnahmen begannen Anfang 1986 zunächst wie die beiden Vorgänger in den Compass Point Studios, Nassau auf den Bahamas. Dort wurden zunächst Bass und Schlagzeug aufgenommen. Adrian Smith bestand allerdings darauf, in den Wisseloord Studios in Hilversum, Niederlande weiterzuarbeiten. Dort wurden Gitarre und Gesang aufgenommen. In den Electric Lady Studios in New York City wurde dann der Endmix durchgeführt.

“It was mad, but we were so determined to make sure absolutely every little thing was right about the album, and we'd never been given the chance to spend any real time on anything before, so we just went for it!”

Adrian Smith übernahm auf diesem Album zum ersten Mal das alleinige Songwriting mehrerer Lieder. Im Gegenzug schrieb Bruce Dickinson an keinem Lied des Albums mit. Er wollte mehr in die akustische Richtung gehen, was die Band aber ablehnte.

“It wasn’t just that the songs Bruce brought in were acoustic, I wasn’t against having maybe one acoustic number, maybe. The truth is, we just didn’t think the songs were strong enough.”

Zu den weiteren Besonderheiten gehört die Verwendung von Gitarren-Synthesizern, die den Sound des Albums allerdings nicht poppiger machten, sondern eher ins Düstere umkehrten.
Auf der begleitenden Album-Tournee, der Somewhere on Tour, spielte die Band neben ihren wichtigsten Klassikern (und auch seltener gespielten Stücken wie Rime of the Ancient Mariner, Children of the Damned und Where Eagles Dare) die Lieder Caught Somewhere in Time, Wasted Years, Sea of Madness, Heaven Can Wait, Stranger in a Strange Land und – exklusiv beim Auftakt der Tour in Belgrad – The Loneliness of the Long Distance Runner. Bis auf Wasted Years und Heaven Can Wait konnte sich allerdings keines der Lieder über die Tour hinaus durchsetzen. Erst 2023 fanden mit der The Future Past World Tour vermehrt Lieder des Albums ins Live-Programm zurück, darunter auch zum ersten Mal Alexander the Great.

## Covergestaltung
Das Cover der CD/LP wurde vom Film Blade Runner inspiriert und zeigt vorne Bandmaskottchen Eddie in einer futuristischen Umgebung. Auf der Rückseite des Booklets setzt sich das Bild fort. Dort ist die Band in derselben Umgebung (eine Großstadt) zu sehen. Das Besondere an dem Coverbild von Derek Riggs ist, dass überall kleine Verweise auf frühere Alben und Songs der Band zu finden sind sowie andere Begriffe, die man mit der Band in Verbindung bringt.
Von links (Rückseite) nach rechts:
- Neonschild „Aces High Bar“
- Darüber ein WW2-Kampfflugzeug
- Neoninstallation „Sand-Dune Nightclub and Grill“ mit Ägypten-Motiv (To Tame a Land)
- Im Hintergrund finden sich Pyramiden in Powerslave-Optik
- Tardis, links über dem Rainbow – Schild = Dr. Who, englische Scifi-Serie
- Rainbow, Ruskin Arms, Marquee = bekannte Metal-Clubs, Ruskin Arms war bereits auf dem Killers-Cover zu sehen
- Kinoschild „Live After Death“ plus „Blade Runner“ im Philip K. Dick Cinema
- Werbung: „Phantom Opera House“
- Digitaluhr „23:58“ (2 Minutes to Midnight)
- Steve Harris’ Lieblingsfußballverein West Ham United siegt mit 7:3 über Arsenal
- senkrecht: „Long Beach Arena“ (dort wurde der Großteil des Live After Death-Albums aufgenommen)
- Werbung: „Ancient Mariner Seafood Restaurant“
- Werbung: „Pizza Hut“
- Bandmitglieder:
  - Nicko trägt eine Fliegerbrille (er hatte kurz vor „Somewhere in Time“ den Pilotenschein gemacht/Aces High)
  - Bruce Dickinson hält ein Gehirn in den Händen (Piece of Mind)
- Maggies Revenge – Anspielung auf Women in Uniform / Margaret Thatcher
- Abstürzender Ikarus (Flight of Icarus)
- Katze mit Heiligenschein (Live After Death)
- Laterne mit Abfalleimer (erstes Album)
- Straßenschild „Acacia“ (Avenue) (22 Acacia Avenue)
- Konzertplakat „Iron Maiden“ (mit Illustration vom gleichnamigen ersten Album)
- Auf dem Gebäude über der Brücke ist Batman zu sehen
- Im Hintergrund ist ein Gebäude mit der Aufschrift Asimov Foundation zu sehen (siehe Foundation-Zyklus)
- Davor befindet sich ein Gebäude, auf welchem Tyrell Corp. steht, ein Hersteller menschengleicher Roboter im Kinofilm Blade Runner
- Auf dem zentralen Gebäude steht die Aufschrift Bradbury Towers Hotels International. Eine Anspielung auf das „Bradbury Building“ in Los Angeles und den Kinofilm Blade Runner
- Neben der Band ist das Straßenschild Upton Park, einer Londoner Bahn-Station, gleichzeitig der volkstümliche Name des früheren Stadions von West Ham United.
- Auf der Vorderseite gibt es links im unteren Teil des Bildes ein Spruchband hinter einer Scheibe. Dort steht – allerdings von rechts nach links: „This is a very boring painting“.
- In den Pyramiden auf der Rückseite der LP ist, wie auf so vielen anderen Zeichnungen von Riggs, der Sensenmann zu erkennen
- Das Zimmerfenster, das rot beleuchtet ist, ist eine Anspielung auf 22 Acacia Avenue und Charlotte the Harlot
- Eddie hat sich gerade duelliert (The Duellists)

## Titelliste
1. Caught Somewhere in Time (Steve Harris) – 7:25
2. Wasted Years (Adrian Smith) – 5:07
3. Sea of Madness (Adrian Smith) – 5:42
4. Heaven Can Wait (Steve Harris) – 7:21
5. The Loneliness of the Long Distance Runner (Steve Harris) – 6:31
6. Stranger in a Strange Land (Adrian Smith) – 5:44
7. Deja-Vu (Dave Murray, Steve Harris) – 4:56
8. Alexander the Great (Steve Harris) – 8:37

## Songinformationen
- Caught Somewhere in Time beginnt mit einem Intro, indem erstmals in der Bandgeschichte auch ein Synthesizer zu hören ist. Das Lied wurde von dem Film Somewhere in Time von 1980 mit Christopher Reeves inspiriert.[2]
- Wasted Years, erstes alleiniges Lied von Adrian Smith, ist das einzige Lied von Somewhere in Time, das keinen Synthesizer enthält.
- Heaven Can Wait handelt von einer Nahtoderfahrung. Für den Background-Gesang wurden mehrere Gäste einer nahegelegenen Bar („Tehe’s Bar“) engagiert. Die Kneipe befindet sich als Dankeschön auch auf dem Albumcover.[2]
- The Loneliness of the Long Distance Runner basiert auf der gleichnamigen Kurzgeschichte (dt.: „Die Einsamkeit des Langstreckenläufers“) von Alan Sillitoe.
- Stranger in a Strange Land ist der Titel eines Buches von Robert A. Heinlein (dt.: „Fremder in einer fremden Welt“), der Text hat allerdings nichts mit dem Werk zu tun. Das Lied handelt von einem Mann, der im Eis eingeschlossen wurde und der Jahre später wieder aufgetaut wurde.
- Alexander the Great behandelt die Lebensgeschichte von Alexander dem Großen. Im Großen und Ganzen sind die geschichtlichen Ereignisse korrekt geschildert, einziger Fehler ist die Passage, als Alexanders Armee sich weigert, mit ihm nach Indien zu gehen. Der historische Alexander der Große drang mit Teilen seiner Armee bis nach Indien vor. Auch die im Lied geschilderte Todesursache, ein Fieber, das er sich in Babylon zuzog, ist umstritten.

## Singleauskopplungen

### Wasted Years
Die Single erschien am 6. September 1986. Das Cover von Wasted Years zeigt Display und Bedienelement einer Zeitmaschine, auf dem Monitor ist Bandmaskottchen Eddie zu sehen. Auf den Monitoren befinden sich Anspielungen auf frühere Alben der Band, z. B. die Pyramide aus Powerslave. Im Fenster zeigt sich ein Wurmloch, das eine TARDIS aus der britischen TV-Serie Doctor Who anzieht. Die Single erreichte Platz #21 der britischen Charts. Als B-Seite wurden mit Reach Out und Sheriff of Huddersfield zwei Non-Album-Tracks gewählt. Reach Out stammt aus einer Jam-Session von Adrian Smith, Nicko McBrain und mehreren Freunden, die sich selbst „The Entire Population of Hackney“ nannten. Das Lied wurde von Dave Colwell geschrieben, der später bei Bad Company spielte. Das Jam-Projekt sollte sich später zu Adrian Smiths Gruppe ASAP entwickeln. Sheriff of Huddersfield ist als Seitenhieb auf Iron-Maiden-Manager Rod Smallwood geschrieben.
1. Wasted Years (Adrian Smith) – 5:06
2. Reach Out (Dave Colwell) – 3:31
3. Sheriff of Huddersfield (Iron Maiden) – 3:35

### Stranger in a Strange Land
Die Single erschien am 22. November 1986. Das Cover lehnt sich an den Roman von Heinlein an. Sie erreichte Platz #22 der UK-Charts. Die B-Seite That Girl wurde von Andy Barnett, einem weiteren ASAP-Mitglied, mitgeschrieben und ist eine Coverversion von FM, einer britischen AOR- und Hard-Rock-Band. Juanita, zweites Lied der B-Seite, stammt wieder von „The Entire Population of Hackney“ und ist eine Coverversion der Band Marshall Fury.
1. Stranger in a Strange Land (Adrian Smith) – 5:45
2. That Girl (Andy Barnett, Goldsworth, Jupp) – 5:04
3. Juanita (Steve Barnacle, Derek O’Neil) – 3:47

## Rezeption
Das Album wurde das bis dato erfolgreichste in Iron Maidens Karriere. In Großbritannien erreichte es Platz #3 der Album-Charts, in den USA Platz #23 der US-Billboard-Charts, in Deutschland Platz #8 und in Österreich #10. Im gleichen Jahr erreichte es in den USA eine Goldene Schallplatte, 1992 bekam die Band eine Platin-Schallplatte verliehen. In Großbritannien und Deutschland erreichte das Album Gold-Status.